# (31541) 1999 DC3
1999 DC3 (asteroide 31541) é um asteroide da cintura principal. Possui uma excentricidade de 0.13803070 e uma inclinação de 7.67854º.
Este asteroide foi descoberto no dia 21 de fevereiro de 1999 por Takao Kobayashi em Oizumi.